# Bräcke
Bräcke (  pronúncia) é uma pequena cidade da província histórica da Jämtland, no norte da Suécia. 
Está situada na margem leste do lago Revsundssjön, e fica a 68 quilómetros a sudeste da cidade de Östersund. 
Tem uma área de 1,97 km2 e uma população de 1 467 habitantes (2021).
É sede da comuna de Bräcke, pertencente ao condado da Jämtland. 

## Comunicações
É atravessada pela estrada europeia E14 (Trondheim, na Noruega—Sundsvall, na Suécia) e é a última estação ferroviária da Linha do Norte (Norra stambanan), vinda de Gävle, assim como a primeira estação da Linha do Norte da Norrland (Stambanan genom övre Norrland), que vai até Luleå. 

## Economia
A economia de Bräcke está baseada na indústria metalo-mecânica, e está fortemente ligada à exploração florestal. 
Existem umas 1000 empresas, empregando umas 1500 pessoas. 

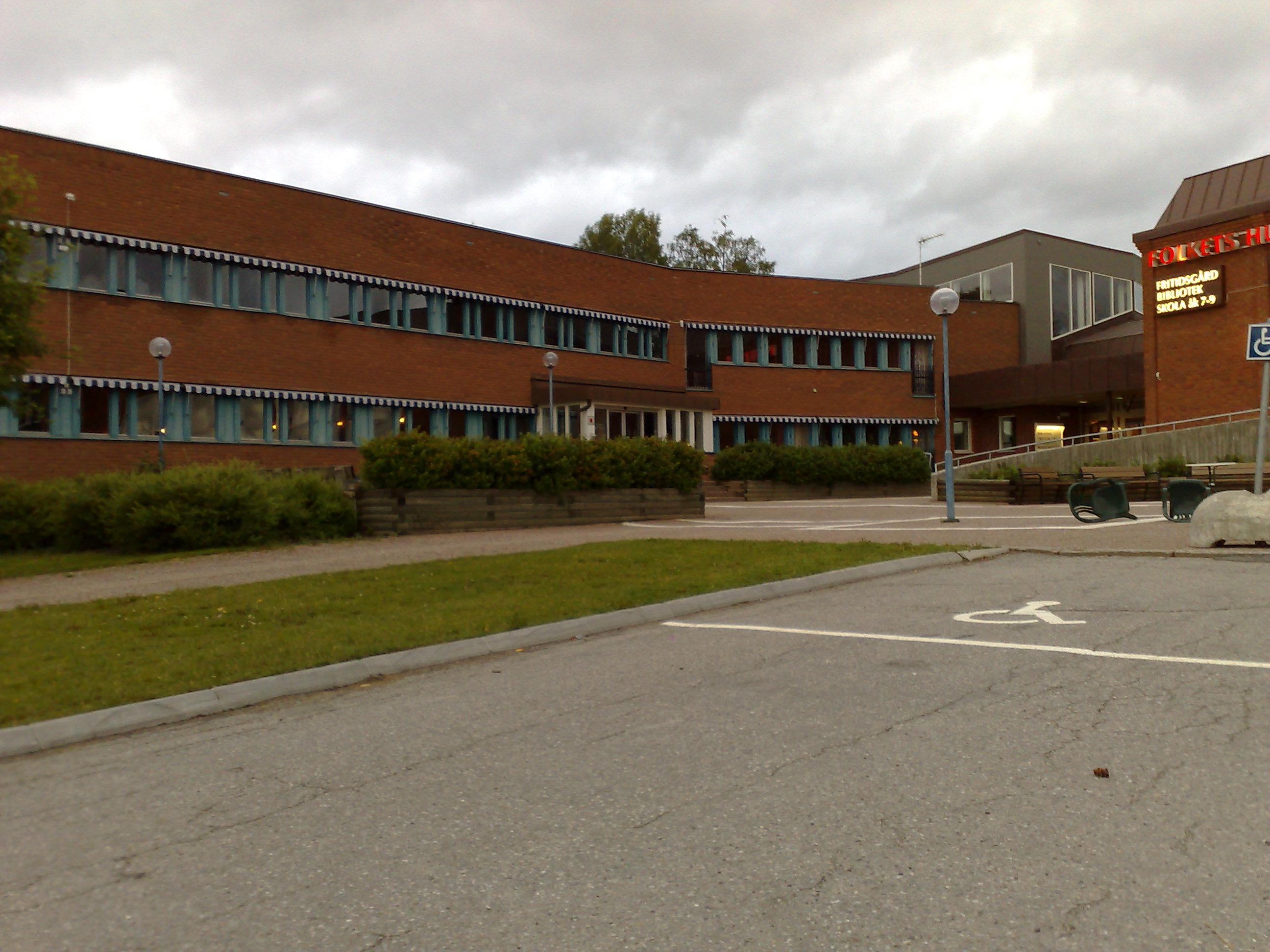
A câmara municipal (br: prefeitura)
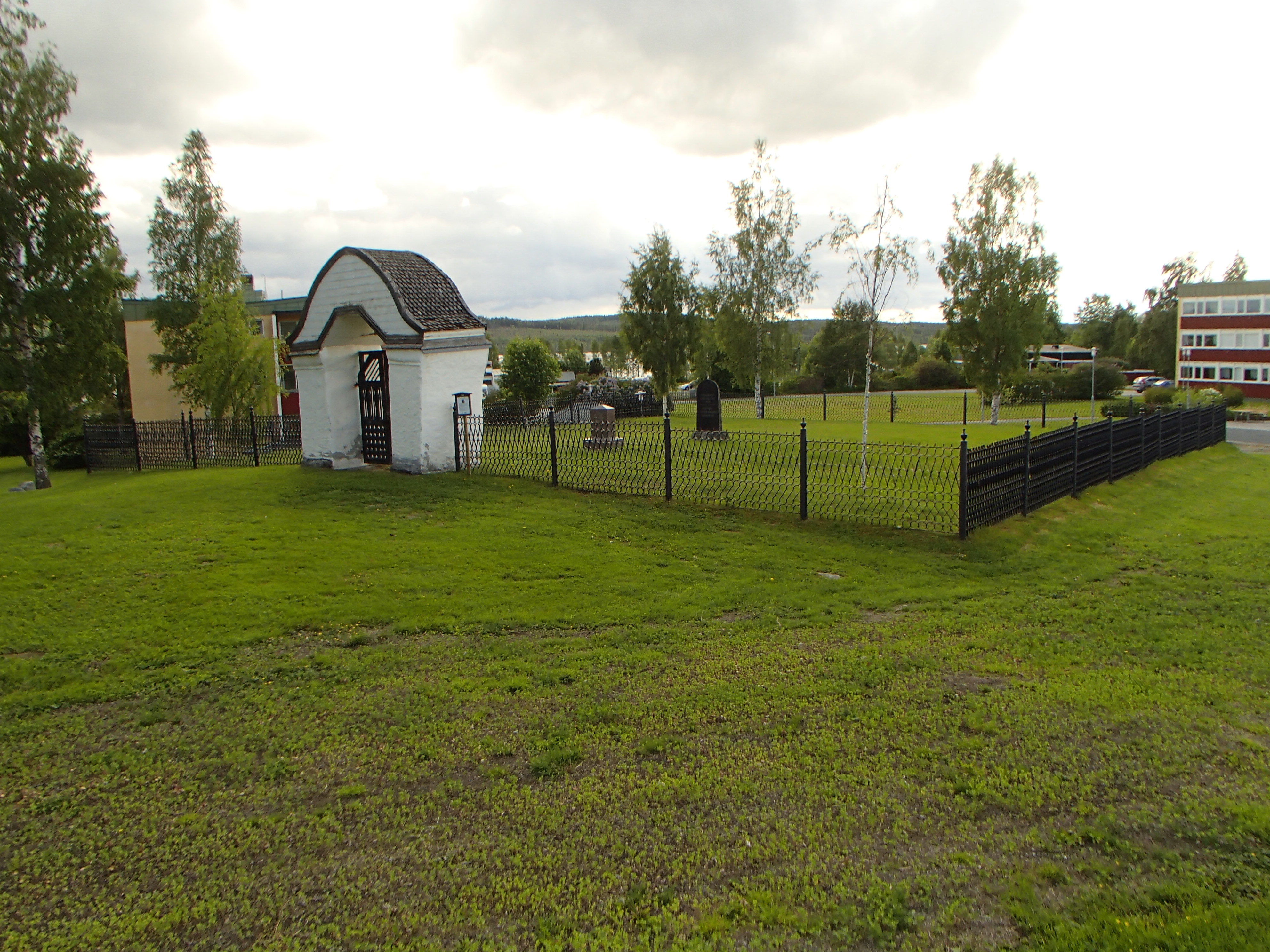
O antigo cemitério de Bräcke, hoje em desuso
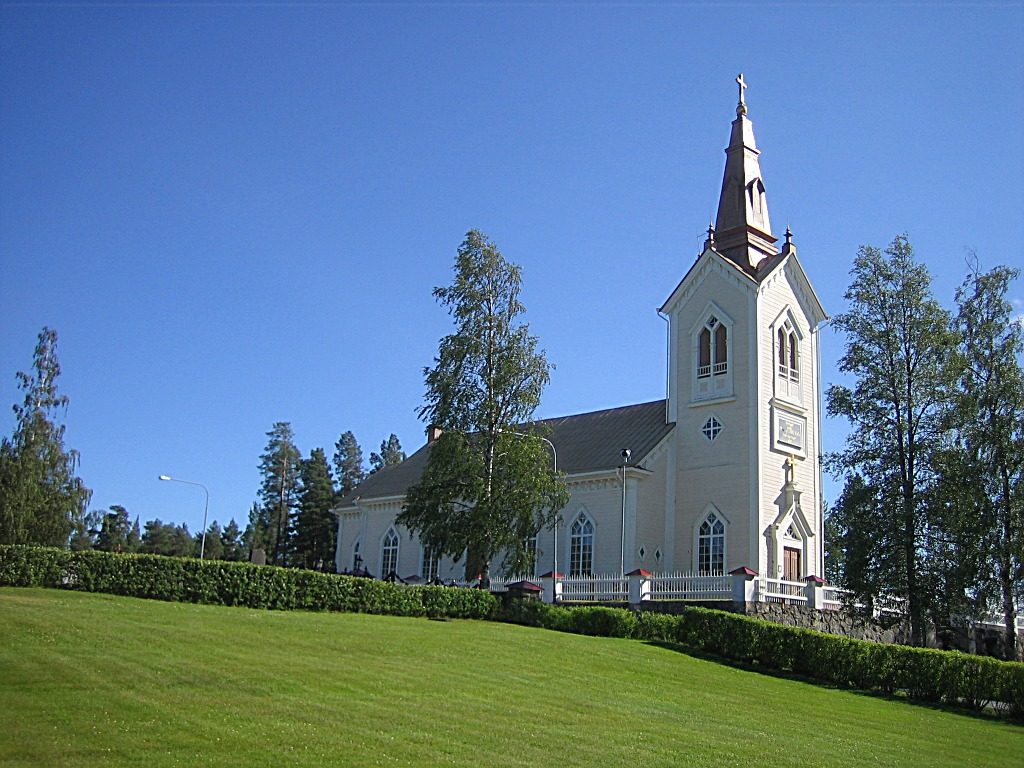
A igreja de Bräcke